# Villorsonnens
Villorsonnens är en kommun i distriktet Glâne i kantonen Fribourg, Schweiz. Kommunen skapades den 1 januari 2001 genom sammanslagningen av kommunerna Chavannes-sous-Orsonnens, Orsonnens, Villargiroud och Villarsiviriaux. Villorsonnens hade 1 526 invånare (2023).